# Kubuś i przyjaciele
Kubuś i przyjaciele (ang. Winnie the Pooh) – amerykański film familijny wytwórni Walt Disney Animation Studios w reżyserii Stephena Andersona i Dona Halla. Pozostaje ostatnią pełnometrażową produkcją studia wykonaną w tradycyjnej technologii animowanej, zgodnie ze strategią biznesową spółki na najbliższe lata. 
Podstawą do napisania scenariusza filmu była powieść Kubuś Puchatek z 1926 autorstwa A.A. Milne’a. Fabuła filmu jest niemal identyczna jak w Niezwykłej przygodzie Kubusia Puchatka, jednak jest zdecydowanie mniej mroczna, a bardziej komiczna i prostsza, jak w oryginalnych książkach.
Producentem filmu jest Clark Spencer, a John Lasseter – producentem wykonawczym.
Scenariusz do filmu napisał Burny Mattinson, wieloletni współpracownik Disneya, który współpracował w produkcji kilku poprzednich filmów o Puchatku.
Produkcja filmu rozpoczęła się w 2009. Film ukazał się w Polsce 29 lipca 2011, jego dystrybutorem był Forum Film Poland. 
Film wydany na DVD z dystrybucją CD Projekt i wyemitowany na kanałach: TVP2, TVP ABC, Puls 2, HBO, HBO 2, HBO 3, Disney Channel.

## Fabuła
Krzyś jak każde brytyjskie dziecko jest związany ze swymi zabawkami, a w szczególności z pluszowym misiem o imieniu Kubuś Puchatek. Narrator opowiada o ich wspólnych przygodach w Stuwiekowym Lesie spisanych w książce. Jednego dnia głodny Kubuś wybiera się na poszukiwanie ukochanego miodu, gdy odkrył że jego zapasy są puste. Znajduje drzewo z pszczelim gniazdem w środku, wie jednak że pszczoły są terytorialne i chce je oszukać. Fortel się nie udaje, więc Kubuś salwuje się ucieczką. Niezrażony zamierza odwiedzić przyjaciół w nadziei, że mają miód. Odwiedza pluszowego osła Kłapouchego, który zgubił gdzieś swój ogon. Kubuś obiecuje odnaleźć zgubę. Ich zwierzęcy przyjaciel – pan Sowa sugeruje, by czymś zastąpić ogon Kłapouchego.
Krzyś organizuje konkurs, gdzie nagrodą dla uczestnika, który znajdzie odpowiedni zastępczy ogon dla Kłapouchego, jest garnek miodu. Żadna z prób nie kończy się sukcesem. Kubuś wciąż ma ochotę na miód i w tym celu idzie do domu Krzysia. Narrator zwraca mu uwagę na pozostawioną przez Krzysia wiadomość. Kubuś, nie umiejąc czytać ani pisać, zanosi ją do pana Sowy, gdzie z resztą mieszkańców Stuwiekowego Lasu – zwierzakiem Królikiem, pluszowymi Prosiaczkiem, Tygrysem, Kangurzycą i jej synem Maleństwem daje zastępstwo ogona Kłapouchego. Według pan Sowy napisane jest na niej, że Krzyś został porwany przez wielkiego, tajemniczego i podstępnego potwora, Bendezara. Królik obmyśla plan polegający na zebraniu wszystkich ulubionych rzeczy Bendezara i rozłożeniu ich w lesie tak, by zwabić go do wielkiego dołu. Mieszkańcy wyruszają na heroiczną odsiecz Krzysiowi.
Wszyscy zaczynają gromadzić ekwipunek i wykopują dziurę na polance. Jednak Tygrys, ku zdziwieniu narratora, postanawia wytropić Bendezara na własną rękę i bierze do pomocy, pozostawionego przypadkowo przez resztę w tyle, Kłapouchego, któremu i tak jest wszystko jedno. Tygrys przebiera się za Bendezara, aby nauczyć Kłapouchego walki. Mając sprężynę zastępującą ogon, Kłapouchy odbija się w górę i szybuje wprost do wody. Z kolei Tygrys bierze omyłkowo swe ślady za te Bendezara i ucieka w popłochu. Tymczasem podczas rozstawiania pułapek, coraz bardziej głodny Kubuś z Prosiaczkiem natrafia na pszczeli ul i chce zdobyć upragniony miód. Zrzucają ul, z którego wylatują rozsierdzone pszczoły. Królik ich strofuje mówiąc, że ul nie należy do ulubionych rzeczy Bendezara. Kubuś jest głodny do tego stopnia, że ma halucynacje i sam wpada w zastawioną dla Bendezara pułapkę.
Reszta ze zdumieniem odkrywa Kubusia w środku i głowi się jak go uratować. Kłapouchy pojawia się z kotwicą na łańcuchu jako zastępczym ogonem. Królik uznaje, że ów ogon posłuży do wyciągnięcia Kubusia z dołu. Jednak kotwica i łańcuch są tak ciężkie, że ściągają ratowników prosto do pułapki. Do dołu nie trafia tylko Prosiaczek. Zostaje wysłany do poszukania czegoś, co pozwoli przyjaciołom wydostać z dołu, lecz nie jest na tyle mądry, by znaleźć coś odpowiedniego. Maleństwu przypomina się, że Krzyś ma w domu skakankę, więc Prosiaczek zmuszony jest iść przez las. Sowa wylatuje z dołu, aby dodać otuchy struchlałemu Prosiaczkowi, po czym zeskakuje z powrotem do dołu. Choć jasne jest, że nie potrzeba ratunku, nikt nie zwraca na to uwagi.
Prosiaczek rusza niepewnie przez las w stronę domu Krzysia. Po znalezieniu balonika, natrafia na Tygrysa biorąc za Bendezara i ucieka. Przerażenie udziela się Tygrysowi uznającemu, że Bendezar musi czaić się za nim. Obu unosi w górę balonik i splątani wpadają do dołu, strącając przy tym znaki pisarskie książki. Kubuś używa ich jako drabiny do wydostania się z dołu i wszyscy idą za jego przykładem. Następnie spotykają Krzysia z balonikiem, wyjaśniającego, że nikt go nie porwał. Okazuje się, że pan Sowa źle przeczytał list, w którym w Krzyś napisał „będę zaraz”, jako że był w szkole z racji rozpoczęcia roku szkolnego. Balonik zostaje uznany za bohatera, który uratował ich z pułapki i pomógł odnaleźć Krzysia i otrzymuje garnek miodu, ku rozczarowaniu Kubusia.
W miarę poszukiwań Kubuś jest coraz bardziej głodny i dociera do domu pana Sowy. Uświadamia, że pan Sowa używał ogona Kłapouchego jako sznurka od dzwonka, nieświadom, do kogo on należy. Pozwala Kubusiowi wziąć ogon, ale oferuje mu również garnek miodu. Ten, ignorując swój głód, odrzuca ofertę i szybko oddaje ogon Kłapouchemu. W nagrodę wszyscy w Stuwiekowym Lesie ogłaszają Kubusia zwycięzcą konkursu na ogon i wręczają mu gigantyczny garnek miodu, ku jego wielkiej radości. Pod koniec dnia Krzyś chwali Kubusia za akt bezinteresowności, który oznajmia że nie będzie przynajmniej przez dłuższą chwilę. Nocą Bendezar, który w rzeczywistości jest miły i łagodny, odkrywa szlak przedmiotów zastawionych przez Kubusia i jego przyjaciół. Zbiera je, by oddać je prawowitemu właścicielowi, lecz wpada do dołu.

## Wersja oryginalna[10]
- Jim Cummings –
  - Kubuś Puchatek,
  - Tygrys
- John Cleese – narrator
- Tom Kenny – Królik
- Craig Ferguson – Sowa
- Travis Oates – Prosiaczek
- Bud Luckey – Kłapouchy
- Huell Howser – Bendezar

## Wersja polska[11]
W wersji polskiej udział wzięli:
- Tadeusz Sznuk – Narrator
- Maciej Kujawski – Kubuś Puchatek
- Jan Prochyra – Kłapouchy
- Włodzimierz Bednarski – pan Sowa
- Jeremi Czyż – Krzyś
- Tomasz Steciuk – Prosiaczek
- Joanna Jeżewska – Kangurzyca
- Bernard Lewandowski – Maleństwo
- Ryszard Nawrocki – Królik
- Grzegorz Pawlak – Tygrys
- Grzegorz Kwiecień – Bendezar

Piosenki śpiewają:
- „Kubuś” – Anna Frankowska
- „Brzuszkowa piosenka” – Maciej Kujawski
- „To bardzo ważne coś” – Anna Frankowska
- „Tylko ja” – Grzegorz Pawlak
- „Piosenka zdobywców” (wersja 1) – Włodzimierz Bednarski, Joanna Jeżewska, Maciej Kujawski, Bernard Lewandowski, Ryszard Nawrocki, Grzegorz Pawlak, Tomasz Steciuk, Jan Prochyra oraz chór
- „Piosenka zdobywców” (wersja 2) – Jeremi Czyż, Włodzimierz Bednarski, Joanna Jeżewska, Maciej Kujawski, Bernard Lewandowski, Ryszard Nawrocki, Grzegorz Pawlak, Jan Prochyra oraz chór
- „Piosenka zdobywców” (wersja 3) – Włodzimierz Bednarski, Joanna Jeżewska, Maciej Kujawski, Bernard Lewandowski, Ryszard Nawrocki, Grzegorz Pawlak, Tomasz Steciuk oraz chór
- „Piosenka zdobywców” (wersja 4) – Joanna Jeżewska, Maciej Kujawski, Bernard Lewandowski, Ryszard Nawrocki, Grzegorz Pawlak, Jan Prochyra, Tomasz Steciuk oraz chór
- „Bendezar” – Włodzimierz Bednarski, Maciej Kujawski, Grzegorz Pawlak, Joanna Jeżewska, Bernard Lewandowski, Tomasz Steciuk, Jan Prochyra, Ryszard Nawrocki oraz chór
- „Zróbmy to tak” – Grzegorz Pawlak, Jan Prochyra
- „Miodek” – Maciej Kujawski oraz chór
- „To bardzo ważne coś” (repryza) – Tomasz Steciuk
- „Tylko (nie) ja” (repryza) – Jan Prochyra
- „Miodek” (repryza) – chór
- „Kubuś zdobywca” – Maciej Kujawski, Grzegorz Pawlak, Joanna Jeżewska, Tomasz Steciuk, Jan Prochyra, Włodzimierz Bednarski, Ryszard Nawrocki, Bernard Lewandowski oraz chór
- „Miodek na koniec” – Anna Frankowska oraz chór
- „Witaj w moim świecie” – Edyta Bartosiewicz (dzięki uprzejmości EBA Records)

Chór w składzie: Anna Frankowska, Edyta Krzemień, Kaja Mianowana, Marcin Mroziński, Łukasz Talik, Daniel Wojsa
Wydano album z piosenkami z filmu Kubuś i przyjaciele.
Wersja polska: SDI Media Polska

Reżyseria: Joanna Węgrzynowska-Cybińska

Dialogi: Joanna Serafińska

Teksty piosenek: Michał Wojnarowski

Kierownictwo muzyczne: Agnieszka Tomicka

Reżyseria i montaż dźwięku: 
- Maria Kantorowicz (piosenki),
- Ilona Czech-Kłoczewska (dialogi)

Kierownictwo produkcji: Beata Jankowska, Marcin Kopiec

Zgranie polskiej wersji językowej: Shepperton International

Opieka artystyczna: Aleksandra Sadowska

Produkcja polskiej wersji językowej: Disney Character Voices International, Inc.

## Inne utwory

### Sztuki teatralne
W 2011 roku zadebiutowała musicalowa adaptacja dla dzieci zatytułowana Disney’s Winnie the Pooh KIDS wykorzystująca dodatkową muzykę Willa Van Dyke’a, jak i dodatkowe teksty i sceny autorstwa Cheryl Davies.

### Gry komputerowe
W 2011 roku wydawnictwo Disney Interactive wyprodukowało i wydało adaptującą Kubusia i przyjaciół komputerową grę edukacyjną o tym samym tytule, o charakterze fikcji interaktywnej.